# Freeways (EP)
Freeways è il secondo EP del gruppo musicale canadese Men Without Hats, pubblicato nel 1985.
È stato rilasciato solo in Canada e per un periodo limitato. Pubblicato nel 1985, contiene brani originariamente pubblicati nell'EP Folk of the 80's del gruppo del 1980, oltre a diverse versioni della canzone "Freeways".
Storia
La prima uscita di qualsiasi versione della canzone fu come video musicale girato per la versione francese della canzone nel 1981, presentato in anteprima quell'anno allo spettacolo Musi-Video a Montreal. "Freeways (Euromix)" è apparso per la prima volta come traccia del lato B in un'edizione europea da 12 pollici del singolo "I Got the Message" nel 1982.[2] Ad oggi, è l'unica versione della canzone ad apparire su CD , uscito nella compilation Greatest Hats nel 1996, tuttavia i fan crearono una versione CD bootleg dell'EP contenente tutti e quattro i mix. La versione di "Freeways (Euromix)" usata su Greatest Hats è stata strappata dal vinile e donata da un fan.
Quando la canzone fu scritta inizialmente nel 1979, si chiamava "Nationale 7" e utilizzava testi interamente in inglese. Il titolo "Freeways" iniziò ad essere usato in riferimento alla canzone nel 1982, con la sua uscita sul singolo "I Got the Message", ma il cantautore Ivan Doroschuk la chiamò ancora "Nationale 7" fino al 1985, quando uscì il 12" Ivan si riferiva alla canzone anche come "singolo segreto di Men Without Hats" (un riferimento al suo utilizzo come lato B), come ascoltato in una registrazione di un concerto a Toronto nel dicembre 1982.
I testi in francese e tedesco utilizzati nell'Euromix sono traduzioni dei testi originali - i testi in inglese utilizzati nell'Euromix sono stati completamente riscritti. I testi originali del 1979 sono usati in "Super 87".
I filmati del tour "Freeways" della band del 1985-1986 furono la base per l'uscita del DVD del 2006 Live Hats.

## Tracce

### 12" version
1. Modern(e) Dancing – 4:12
2. Utter Space – 2:43
3. Antarctica – 4:28
4. Security (Everybody Feels Better With) – 3:56
5. Freeways (Euromix) (trilingual extended mix) – 5:45

### 7" version
1. Freeways (Nationale 7) (French version) – 3:37
2. Freeways (Super 87) (English version) – 3:37

### Cassette version
1. Modern(e) Dancing – 4:12
2. Utter Space – 2:43
3. Antarctica – 4:28
4. Security (Everybody Feels Better With) – 3:56
5. Freeways (Euromix) – 5:45
6. Freeways (Super 87) – 3:37
7. Freeways (Nationale 7) – 3:37
8. Freeways (Europa 8) (German version) – 3:37

## Personale
- Ivan Doroschuk - voce, elettronica
- Roman Martyn - chitarra in "Folk of the 80's"
- Tracy Howe - chitarra in "Freeways"
- Stefan Doroschuk – basso
- Jeremie Arrobas - voce, elettronica
- Lisanne Thibodeau - voce, elettronica
- Registrato da Andre Perry presso Le Studio Morin Heights
- "Freeways" mixato da Louis Gauthier